# Willy Willems
Willy Willems (né le 17 novembre 1963 à Bruges) est un coureur cycliste belge, professionnel de 1988 à 1997.

## Palmarès
- 1985
  - 3e de la Course des chats
- 1986
  - 3e du Tour de Flandre occidentale
- 1987
  - 3e de Gand-Wervik
- 1988
  - 4e étape secteur B du Tour des vallées minières
- 1989
  - 2e de la Gullegem Koerse
  - 2e de l'Omloop van het Meetjesland
  - 3e de la Puivelde Koerse
- 1990
  - 5e étape secteur b du Tour de Flandre occidentale
  - 2e du Circuit du Westhoek
- 1991
  - 3e du Grote Prijs Gemeente Kortemark
- 1992
  - 4e et 5e étapes du GP Tell
  - Grand Prix de Courtrai
  - 2e du Tour de Bavière
  - 2e du Tour de Grande-Bretagne
- 1993
  - 3e étape du Circuit de la Sarthe
  - 3e étape du GP Tell
- 1994
  - Omloop van Duin en Polder
  - 3e du Circuit des bords flamands de l'Escaut
  - 3e de la Gullegem Koerse
  - 3e du Grote Prijs Dr. Eugeen Roggeman
- 1995
  - 2e de la Heusden Koers
  - 3e du Grand Prix de la ville de Rennes
  - 3e du Grand Prix de la ville de Vilvorde
- 1996
  - 2e de Bruxelles-Ingooigem
  - 3e du Grand Prix de la ville de Saint-Nicolas
- 1998
  - 3e de la Puivelde Koerse